# Thống kê Fermi–Dirac
Thống kê Fermi-Dirac là một lý thuyết mô tả sự phân bổ các hạt ở các cấp năng lượng khác nhau trong các hệ thống vật lý bao gồm các hạt đồng nhất tuân theo nguyên lý loại trừ Pauli. Thống kê này được đặt tên dựa trên tên của Enrico Fermi và Paul Dirac, cả hai khám phá lý thuyết này một cách độc lập (mặc dù Fermi có mô tả sớm hơn Dirac).
Thống kê Fermi–Dirac (hay viết tắt là F-D) áp dụng cho các hạt đồng nhất với spin bán nguyên trong một hệ thống với cân bằng nhiệt động lực. Thêm vào đó, các hạt trong hệ thống này được giả sử có những tác động qua lại với nhau không đáng kể. Điều này cho phép hệ thống nhiều hạt được mô tả về khía cạnh  cấp độ năng lượng hạt đơn lẻ. Kết quả đó là thống kê Fermi-Dirac đã nói vê cả những điều kiện rằng không có hai hạt nào có thể xuất hiện ở cùng cấp độ; có một hiệu ứng trên đặc tính của hệ thống. Vì thống kê này áp dụng cho áp dụng cho các hạt với spin bán nguyên, các hạt này sẽ được gọi là fermion. Lý thuyết này được áp dụng phổ biến nhất cho các electron là các hạ fermion với spin 1/2. Thống kể F-D là một phần của một lĩnh vực tổng quát hơn của cơ khí thống kê và những ứng dụng nguyên lý của cơ học lượng tử .

## Lịch sử
Trước sự giới thiệu thống kê Fermi-Dirac vào năm 1926, sự hiểu biết vài khía cạnh về trạng thái của electron trở nên khó khăn là vì hiện tượng trông có vẻ mâu thuẫn. Ví dụ như, electron nhệt dung của một kim loại ở nhiệt độ phòng có vẻ thấp hơn 100 lần electron ở trong dòng điện.  Và cũng thật là khó để hiểu tại sao những dòng phát xạ điện tử trường, được sinh ra bằng việc sử dụng trường điện tử cao cho kim loại ở nhiệt độ phòng, gần như độc lập với nhiệt độ.
Sự khó khăn này đã được nhắc đến trong mô hình Drude, lý thuyết điện tử của kim loại vào thời điểm đó, là để xét rằng các electron (theo như lý thuyết thống kê cổ điển) tương đương với nhau. Một cách diễn giải khác, có thể tin rằng mỗi electron đóng góp vào nhiệt dung riêng một con số trong trật tự của hằng số Boltzmann. Vấn đề thống kê ở đây đã không được giải quyết cho đến khi thống kê Fermi-Dirac được khám phá.
Thống kê Fermi–Dirac đã được giới thiệu lần đầu tiên vào năm 1926 bởi Fermi và Dirac. Theo như Max Born, Pascual Jordan đã phát triển một thống kê tương tự vào năm 1925 có tên là thống kê Pauli, nhưng nó không được giới thiệu trong nhiều năm.  Theo như Dirac, thống kê Fermi-Dirac được nghiên cứu đầu tiên bởi Fermi và Dirac chỉ đơn thuần gọi nó là thống kê Fermi và các hạt tương ứng là fermion.
Thống kê Fermi–Dirac đã được ứng dụng vào năm 1926 bởi Ralph Fowler để mô tả sự sụp đổ của một ngôi sao để trở thành một sao lùn trắng. Vào năm 1927, Arnold Sommerfeld đã ứng dụng thống kê này vào các electron trong kim loại và phát triển mô hình electron tự do. Vào năm 1928, Fowler và Lothar Wolfgang Nordheim đã áp dụng cho phát xạ điện tử trường từ kim loại. Thống kê Fermi–Dirac tiếp tục trở thành một phần quan trọng của vật lý.